# گواهی سپرده
گواهی سپرده (به انگلیسی: Certificate of Deposit) یا گواهی سپردهٔ سرمایه‌گذاری از ابزارهای مالی جهت جذب منابع کوتاه‌مدت سرمایه‌گذاران، به‌ویژه اشخاص حقوقی و شرکت‌های سرمایه‌گذاری است و به دو صورت گواهی سپردهٔ سرمایه‌گذاری عام و خاص تقسیم می‌شود. گواهی سپردهٔ مدت‌دار ویژهٔ سرمایه‌گذاری عام، به سپرده‌ای اطلاق می‌شود که نزد بانک با سررسید مشخص، افتتاح می‌شود و بانک در ازای آن، اقدام به صدور گواهی به همین نام می‌نماید. گواهی سپردهٔ مدت‌دار ویژهٔ سرمایه‌گذاری خاص، نیز سپرده‌ای است، که بانک به منظور تجهیز منابع برای تأمین مالی طرح‌های مشخص جدید سودآور تولیدی، ساختمانی، خدماتی و نیز توسعه و تکمیل طرح‌های سودآور موجود، با سررسید مشخص، افتتاح نموده و در ازای افتتاح سپرده، گواهی سپردهٔ مدت‌دار ویژهٔ سرمایه‌گذاری خاص، صادر می‌نماید.